# Futbola Klubs Jaunība Daugavpils
Il Futbola Klubs Jaunība Daugavpils è stata una società calcistica lettone con sede nella città di Daugavpils.

## Storia
Il club fu fondato nel 1990 con il nome di Baltnet.
Arrivò secondo nella 1. Līga 1993, ottenendo la promozione in Virslīga; l'anno seguente partecipò al massimo campionato lettone col nome di Ķīmiķis, arrivando ultimo e retrocedendo immediatamente.
Dopo la retrocessione cambiò ulteriormente nome in Jaunība, sfiorando la promozione nella 1. Līga 1995, quando giunse terzo. Sfiorò nuovamente la promozione nel 1998, quando giunse secondo. Rimase in 1. Līga fino al 1999.

## Palmarès

### Altri piazzamenti
- 1. Līga:

Secondo posto: 1993, 1998
Terzo posto: 1995